# Jardin botanique de l'Université Georg-August de Göttingen

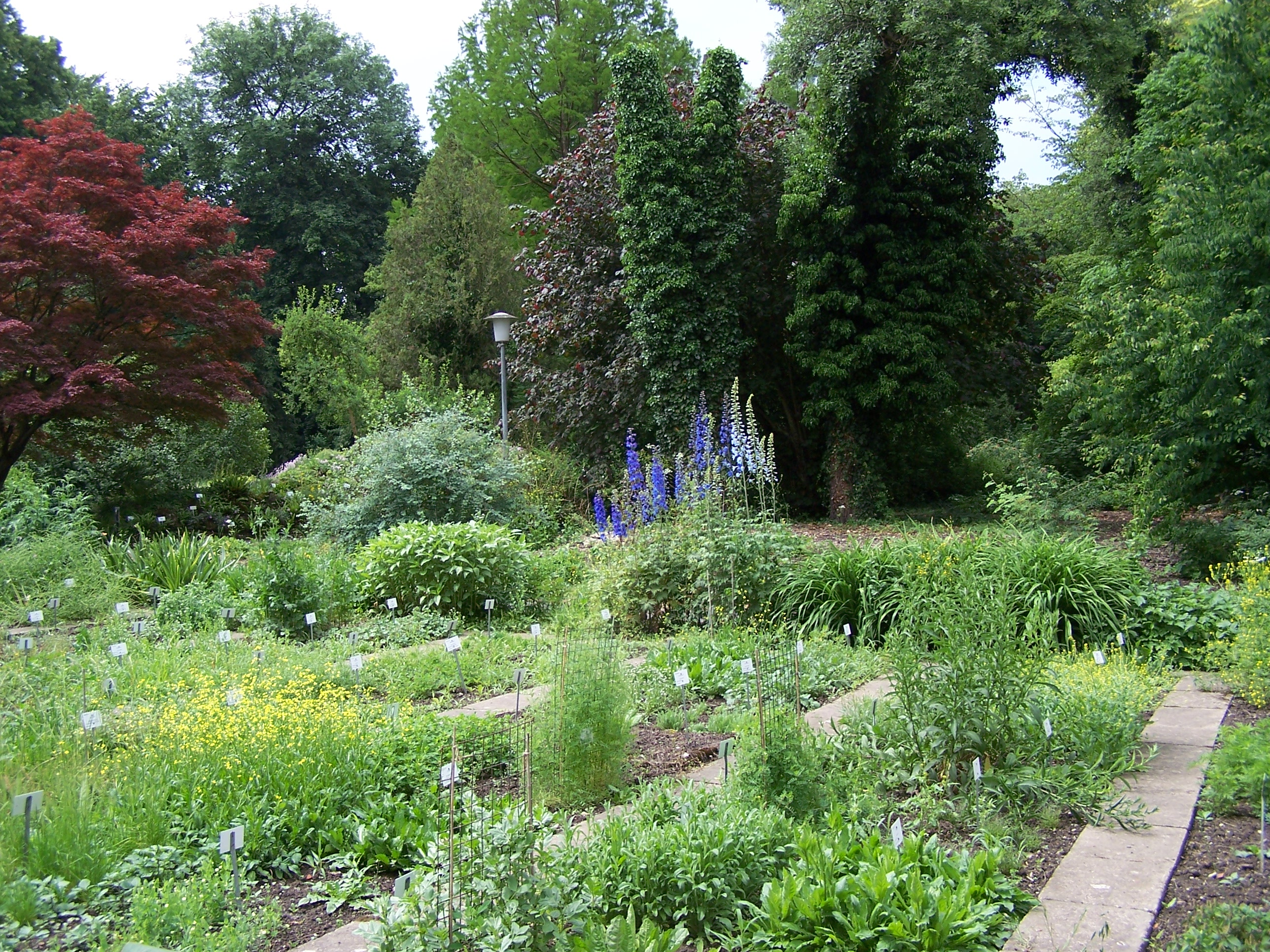
Jardin botanique de l’université Georg August de Göttingen

Le jardin botanique de l’Université Georg August de Göttingen (Botanischer Garten der Universität Göttingen) a été fondé par Albrecht von Haller (1708-1777) en 1736. Il comprend aujourd’hui deux ensembles : l’ancien jardin botanique consacré à la systématique végétale et le nouveau jardin botanique consacré à la phytogéographie.

## Ancien jardin
L’ancien jardin est situé dans la ville même de Göttingen, à proximité des anciens remparts, s’étend sur 5 hectares et compte plus de 10 000 espèces de plantes. Il comprend un étang, une rocaille, un jardin de simples ainsi qu’un arboretum. De nombreuses zones du jardin sont restées inchangées depuis près d’un siècle, ce qui attire une riche faune d’insectes, de reptiles et d’amphibiens. Huit serres sont ouvertes au public qui peut y admirer des plantes de forêts tropicales humides, des cycadophytes, des aracées, des plantes grasses, des fougères et des plantes aquatiques. Il jouxte un Institut botanique (Albrecht-von-Haller-Institut für Pflanzenwissenschaften).
Quelques noms associés avec cette institution :
- Gustav Albert Peter (1853-1937) directeur de 1888 à 1923.
- Carl Bonstedt (1866-1953), inspecteur des jardins de 1900 à 1931.
- Herold Georg Wilhelm Johannes Schweickerdt (1903-1977), inspecteur des jardins de 1940 à 1964.

## Nouveau jardin
Le nouveau jardin (Neuer Botanischer Garten der Universität Göttingen) a été fondé en 1967 lorsque les expériences en matière d’écologie expérimentales conduites par Heinz Ellenberg (1913-1997) réclament plus d’espace. Ce jardin est donc consacré aux aspects écologiques et physociologiques. On peut y voir des écosystèmes des forêts tempérées européennes, américaines et asiatiques. On y trouve aussi une rocaille de 5 000 m2. Il jouxte un Institut forestier.